# Nanomagnete
Un Nanomagnete è un sistema submicrometrico che presenta un ordine magnetico spontaneo (magnetizzazione) anche in assenza di un campo magnetico.
La piccola dimensione di un nanomagnete evita la formazione di domini magnetici. La dinamica di magnetizzazione a basse temperature di un nanomagnete sufficientemente piccolo, tipicamente si parla di magneti a singola molecola, presenta dei fenomeni quantici come il macroscopico spin tunnelling. Ad elevate temperature, la magnetizzazione subisce le fluttuazioni termiche casuali (superparamagnetismo) che rappresenta un limite per l'utilizzo dei nanomagneti per l'archiviazione permanente dell'informazione.